# ショートランド諸島

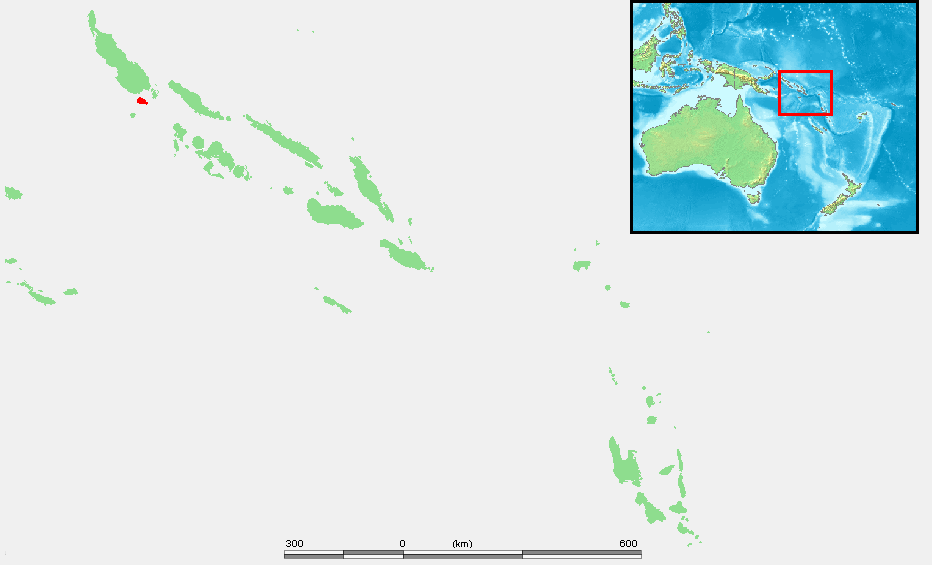
位置

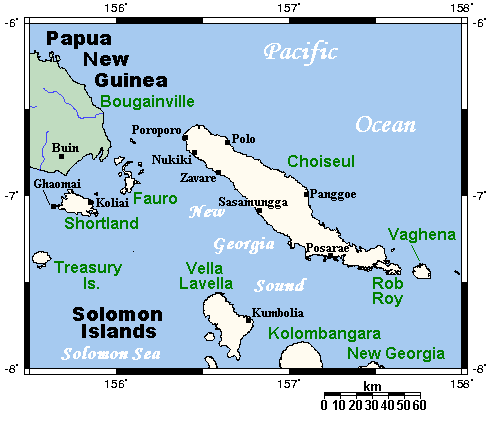
周辺地図

ショートランド諸島（ショートランドしょとう、Shortland Islands）は、ソロモン諸島 西部州に属する諸島。位置は南緯6度55分 東経155度53分 / 南緯6.92度 東経155.88度。ソロモン諸島の北西端にあり、パプアニューギニアのブーゲンビル島に近い。最大の島はショートランド島で、その他にオヴァウ島 (Ovau Island)、ピルメリ島 (Pirumeri Island)、マグサイアイ島 (Magusaiai Island)、ファウロ島 (Fauro Island)、バラレ島などがある。
1788年にオーストラリアへの第1回移民輸送を行ったジョン・ショートランドが、輸送終了後に広東へ向かう途中に発見した。1900年まではドイツが領有権を主張していた。

## ショートランド泊地
太平洋戦争が始まると、日本軍は1942年（昭和17年）3月30日にショートランド島に上陸して占領した。日本海軍は同島南東部とマグサイアイ島、ポポラング島 (Poporang Island) に挟まれた水域を泊地として使用した。特にガダルカナル島での戦いの際には、駆逐艦の多くがここから出港して同方面へ向かった。またポポラング島に水上機基地が作られ、ソロモン諸島方面の最前線基地の一つとなった。